# Bases neuronales del yo
Se denominan bases neuronales del yo a los conceptos neurocientíficos utilizados para comprender y examinar la percepción que un ser humano tiene sobre su propio ser, la autocomprensión, la percepción del mundo, la autorregulación y la autoconciencia. Este término tiene gran relación con la psicología del yo, pero con bases distintas.[cita requerida]

## Técnicas experimentales
Son aquellas técnicas que ayudan a entender los cambios fisiológicos que se dan durante la percepción humana del yo y la capacidad de reconocerse a sí mismo como distintos a los otros, mediante diferentes técnicas experimentales.
El uso de IRMf (imágenes por resonancia magnética funcional) es una técnica que permite ver imágenes cerebrales, sus niveles de activación en diferentes zonas, y así obtener un mapa de su corteza. Es uno de los métodos más comunes para determinar diferentes procesos mentales, midiendo el flujo sanguíneo. Esto se debe a que cuando una zona del cerebro está trabajando más, recibe mayor cantidad de flujo sanguíneo.
Otro estudio por imágenes que se utiliza es la tomografía por emisión de positrones, que muestra cómo están funcionando los órganos y tejidos, indicando de igual manera la estructura y el flujo de sangre hacia y desde los órganos.

## Autoconciencia

### Anatomía

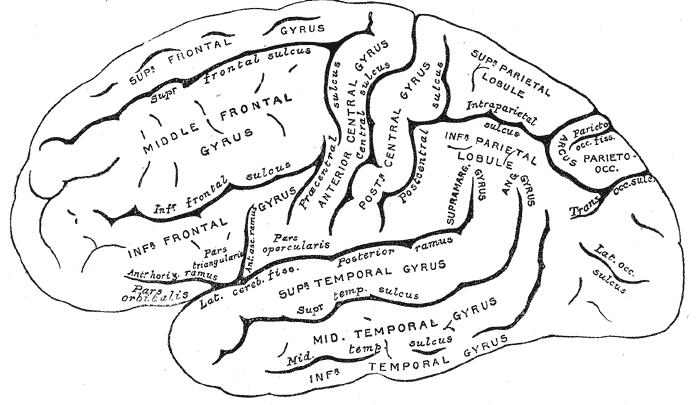
Áreas de cerebro relacionadas con la percepción humana del yo.

Existen dos estructuras del encéfalo que son fundamentales para recuperar el conocimiento propio, la corteza prefrontal medial y parietal posterior medial.
Se teoriza que la corteza cingulada posterior, anterior y medial se juntan para facilitar a las personas la capacidad de reflejarse a sí mismas.
También se presume que la corteza insular influye en este mecanismo.

### Realización
La encarnación (embodiment: ‘corporificación’) es la agudeza que posee el cuerpo y su relación íntima, por este motivo es muy necesario para la formación del yo en las personas.
El estudio de la representación de la gente, recientemente ha impactado de gran forma en el estudio de la cognición personal en su totalidad. Actualmente se propone que los datos y las experiencias sensoriales influyen de gran manera en la percepción total de los humanos. Esta propuesta entra en conflicto con ideas pasadas de la cognición, ya que discrepa de la idea de que la mente es innata.
Se ha encontrado que dos zonas del encéfalo brindan una importancia a la percepción de uno mismo en las personas. Estas son:
la unión temporo-parietal encontrada en la corteza del cerebro, de la que se presume que su función es integrar la información sensorial. La otra parte del encéfalo que se presume que influye en este tipo de percepción es el área del cuerpo extrastriada, el cual se localiza en la corteza occipito-temporal lateral. Al observar regiones del cuerpo humano, esta área se activa. Además está implicada en gran medida con los pensamientos y la exposición de áreas del cuerpo de las personas, y la unión temporo-parietal se inmiscuye en los mecanismos de integración sensorial.
El encéfalo brinda una respuesta a los estímulos que involucran una encarnación distinta de los estímulos referentes a la localización. En los test de rendimiento de la tarea, la posición corporal de un individuo altera la funcionalidad del área del cuerpo extrastriada. La unión temporo-parietal no presenta cambios por la posición del cuerpo de los seres humanos. Además esta unión trabaja en la auto-ubicación etérea  y no encarnada, por este motivo no se afecta su funcionalidad normal. La autoubicación referente del sentido de encarnación corporal está en relación con su posición real. 

### Memorias autobiográficas
Son los recuerdos que poseen información a lo que denominamos memoria autobiográfica, es imprescindible para la percepción de uno mismo. Los recuerdos proporcionan una percepción de cómo la gente se siente consigo misma. La corteza pre-frontal dorso-lateral izquierda y la cingulada posterior están implicadas en este tipo de memoria. 

### Moralidad
Es un elemento determinantemente fundamental para el ser humano. Influye o define la toma de decisiones o la realización de algún acto por parte de la gente, precisando quien es una persona. La elección de decisiones morales, y de otros mecanismos neurales, tienen un origen biológico. La corteza pre-frontal anterior y medial, además del surco temporal superior inician funcionamiento el momento que alguien siente vergüenza, culpa o piedad. La culpa y la piedad activan el camino meso límbico, y la amígdala funciona en presencia de disgusto e indignación. Fácilmente se observa una red envuelta  con la moral en las personas 

## Vistas de uno mismo
Cada ser humano se ve así mismo de una manera diferente con respecto a la autopercepción y para explicar esto existen dos puntos de vista conceptuales: el punto individualista y colectivo del yo. 
Para el punto de visión individual del yo la percepción que las personas tienen de sí mismas es de un individuo independiente que se rige por normas universales y con descripciones permanentes no relacionadas con situaciones particulares. La percepción de uno mismo no se ve afectada por señales e influencias ambientales y temporales. Por otro lado, el punto de visión colectivo implica la percepción que las personas tienen de sí mismas como miembros de un grupo o en una situación particular. Los colectivistas orientan sus conductas a partir de normas personalizadas y mucho más contextuales, depende totalmente de la situación en la que se encuentren y del grupo con el que interactúan.  Estas dos ideas del yo también se llaman estilos de autoconstrucción.
Para respaldar estos puntos de vista del yo (auto-construcción), existe evidencia neurológica, donde se ha tratado de entender la biología tanto de la visión individualista como de la colectivista del yo usando los datos fMRI. Podemos definir que las personas que se describen a sí mismas de manera colectiva muestran mayor activación de fMRI en la corteza prefrontal medial a comparación de las que se ven a sí mismas individuamente. 

## Vistas deterioradas del yo
Cada investigación realizada sobre las enfermedades de la mente, brinda una información acerca de cómo funciona la mente de una persona en estado óptimo. Para comprender las alteraciones que se desarrollan de sí mismo  se estudian una serie de enfermedades que causan estas discapacidades. 

### Autismo
Forma parte de los trastornos crónicos, este  está caracterizado por la incapacidad de una persona para construir una relación normal con otras,  observa a las personas que lo rodean como si estas fuera objetos inanimados y por ende proceden a comportase con ellos como tal, el contacto visual entre él y otra persona no es frecuente, al intentar abrazar a un niño autista y este sufrir algún daño o no aceptar protección se pone rígido. En sus relaciones con otras personas es como si no pudiesen distinguir lo animado de lo inanimado, los grados del autismo presenta algunas variabilidades, cuando este es grave no se puede establecer ningún tipo de comunicación con él; en casos leves la comunicación con ellos es un tanto más fácil, es decir solo presenta cierta dificultad.
El autismo se hace evidente desde el periodo de lactancia de una manera lenta y progresiva, los bebes que padecen este trastorno  pueden llorar de una manera infrecuente y no solicitar ser cogidos, a los tres años de vida es la etapa en la que se muestra una mayor evidencia de la presencia del autismo;  aquellos que posee este trastorno de una manera leve presentan síntomas sutiles mismo que impiden su pronta detección ya que en este caso las personas denotan una inteligencia normal, un lenguaje conservado que es fácil pasarlo por alto y se hace evidente al instante de ingresar a la educación primaria.

### Esquizofrenia
La estructura neuronal de cerebro es extremadamente importante para la comprensión del yo, en los momentos de auto reflexión cosa que  no sucede en la esquizofrenia , puesto que esta enfermedad mental causa un deterioro en el funcionamiento cognitivo, verbal afectivo, racional y por ende a una pérdida de las capacidades funcionales de las personas afectadas. Las personas que la padecen presentan un pensamiento distorsionado de la realidad, donde se manifiesta alucinaciones, delirios, dificultad para organizar pensamientos y movimientos extraños, las reacciones negativas que presentas les dificulta la expresión de las emociones y la conducta normal  misma que se ve afectada por un estado de depresión o retraimiento; no existe medicamento alguno que pueda terminar con esta enfermedad, pero si algunos que controlan ciertos síntomas y les ayuda a llevar una mejor calidad de vida.

### Después de que golpes
Después de algún accidente que cause una lesión cerebrovascular o de un desarrollo de este a causa de ningún agente externo, se pueden presentar cambios en sí mismos debido a que este ha sufrido lesiones en las regiones del cerebro que le permitían comportarse una forma normal y que hacían de este ser lo que es. Los trastornos neuroconductuales que más frecuentemente se desarrollan luego del ataque cerebral son trastornos del ánimo, ansiedad, apatía, falta de motivación o desinterés, cambios en la personalidad, psicosis; también hay trastornos cognitivos luego de esta lesión como afasia, trastornos de memoria, toma de decisiones, entre otras. Es muy importante el diagnóstico médico después de un accidente cerebrovascular para de este modo percibir si existen o no trastornos conductuales que ayudaran a determinar el  adecuado manejo y rehabilitación de los mismos y permitir una mejor calidad de vida al paciente y a su familia .

## Envejecimiento
El  conocimiento que tienen los seres humanos de sí mismos, se desarrolla desde una edad muy temprana, pero esta puede irse modificando y variar dependiendo de la influencia de nuevas ideas.  Mediante el mapeo cerebral se ha llegado a identificar que existen variaciones en la activación de las zonas cerebrales durante el conocimiento de sí mismos, entre adultos y niños, identificando que la edad produce variaciones  en la respuesta neurobiológica con respecto al autoconocimiento. La acción mental del  autoconocimiento tiene correlato cerebral con   áreas  corticales, que son diferentes  dependiendo la etapa de vida  en la adultez   el ejercicio de autoconocimiento activa de la corteza prefrontal, parietal posterior medial y en niños  la corteza prefrontal medial (CPFM)  así lo  determina los estudios   con la utilización  fMRI en el que el investigado responde   con sí o no   frases que describen  a sí mismo o no. La construcción y expresión  de la identidad  como una de las funciones mentales  superiores cuyo sustrato  biológico son los  engramas  neurales del cerebro proporcionándole  al ser humano conciencia de la  imagen de  sí mismo. La comprensión  de la activación de la corteza  cerebral en el niño, adolescente y el adulto es diferente, razón por la cual   se ven así mismo de manera distinta, como consecuencia del proceso de  maduración que va desde la parte posterior a la anterior del cerebro, la maduración se inicia  desde  regiones  corticales  posteriores del  occipital,  hasta las regiones prefrontales,  siendo  estas las   últimas en alcanzar la maduración   (procesos de  mielinización, sinaptogénesis, poda neural) últimos estudios  demuestran que la madurez cerebral se alcanza entrada la tercera década de vida.  Los niños a través de actividades  introspección activan las regiones de la corteza prefrontal medial CPFM,  al tener menor especificidad  en  habilidades que el adulto, debe activar  y  diferentes áreas cuando tiene que resolver  tareas espaciales, y si se aumenta la experiencia en  una tarea disminuye  en interés de  los parámetros espaciales, en tanto que la persona experta  puede concentrarse en parámetros espaciales más amplios, por lo que la variable conciencia de sí mismo afecta en los niveles de rendimiento entre niños y adultos.